# حقوق الإنسان في ساو تومي وبرينسيب

ينصّ التقرير الدولي لوزارة الخارجية الأمريكية حول ممارسات حقوق الإنسان في ساو تومي وبرينسيب على أن الحكومة تحترم بشكل عام حقوق الإنسان لمواطنيها، على الرغم من المشكلات في بعض المناطق. 
ساو تومي وبرينسيب واحدة من 11 دولة من دول أفريقيا جنوب الصحراء، صُنفت على أنها «حرة» في استطلاع الحرية لعام 2006 الذي تنشره مؤسسة فريدم هاوس سنوياً، وهي منظمة مؤيدة للديمقراطية وتراقب الحقوق السياسية والحريات المدنية وحرية الصحافة في جميع أنحاء العالم. حسب مقياس يأخذ الأرقام من 1 (الأكثر حرية) إلى 7 (الأقل حرية)، حصلت ساو تومي على 2 لكل من الحقوق السياسية والحريات المدنية.

## الحقوق السياسية
كانت البلاد تحت حكم الحزب الواحد مع حقوق سياسية مقيدة وذلك منذ الاستقلال عام 1975 وحتى عام 1990. وافق المواطنون على الدستور الذي أسس ديمقراطية متعددة الأحزاب في عام 1990. 
منذ ذلك الحين، أجريت تسعة انتخابات وطنية في ساو تومي وبرينسيب: أربع انتخابات للرئيس (في الأعوام 1991 و 1996 و 2001 و 2006) وخمس انتخابات للجمعية الوطنية (1991 و 1994 و 1998 و 2002 و 2006). أجريت جميع هذه الانتخابات لتكون بشكل عام حرة ونزيهة وشفافة بإشراف مراقبين محليين ودوليين.
أجريت الانتخابات على المستوى المحلي لأول مرة في عام 1992. مُنِحت برينسيب الحكم الذاتي في عام 1994 وانتُخِبت جمعية وطنية وحكومة في عام 1995.

### الحريات المدنية
إن حرية الاجتماع وتكوين الجمعيات والتنقل والدين مكفولة دستورياً ومحترمة من قبل الحكومة بشكل عام. إضافةً إلى ذلك فالحرية الأكاديمية محترمة.

### حرية الصحافة
وفقاً لوزارة الخارجية الأمريكية، «ينص القانون على حرية التعبير والصحافة، واحترمت الحكومة عموماً هذه الحقوق. أيضاً تلاحظ أن بعض الصحفيين يمارسون الرقابة الذاتية».
لا توجد محطات مستقلة بسبب القيود الاقتصادية والسوقية ويُشغل التلفاز والراديو من قبل الدولة. لا يوجد قانون يحظر إنشاء مثل هذه المحطات، ويمكن لجميع أحزاب المعارضة الوصول إلى وسائل الإعلام الحكومية، متضمنة ثلاث دقائق على الأقل في التلفاز. النشرات الإخبارية المعارضة وكتيبات التي تنتقد الحكومة توزع بحرية. 
صُنِّفت صحافة ساو تومي على أنها «حرّة» من قبل مؤسسة فريدم هاوس. في استطلاع لحرية الصحافة لعام 2006، احتلت ساو تومي المرتبة الخامسة من بين 48 دولة من دول أفريقيا جنوب الصحراء متخلفةً فقط عن مالي وموريشيوس وغانا وجنوب أفريقيا.
تصف فريدم هاوس حالة حرية الصحافة في البلاد على النحو التالي: «يضمن دستور ساو تومي حرية الصحافة وللحكومة تاريخ مثالي في احترام ممارسة هذه الحقوق. المنشورات التي تنتقد السياسات الرسمية توزع بحرية دون اعتقال الصحفيين أو سجنهم أو تعذيبهم أو مضايقتهم، ومع ذلك يمارس الصحفيون درجة جيدة من الرقابة الذاتية، وغالباً ما يعتمدون على النشرات الإخبارية الرسمية لتقاريرهم التي تمنع نمو الصحافة الاستقصائية،  أيضاً يُشكِّل نقص إيرادات الإعلانات والتكنولوجيا والتدريب الإعلامي والرواتب الرديئة عائقاً كبيراً أمام الصحفيين».
لا تشمل منظمات حرية الصحافة البارزة الأخرى مثل مراسلون بلا حدود والمعهد الدولي للصحافة ولجنة حماية الصحفيين ساو تومي في تقاريرهم السنوية.

## سيادة القانون

### العملية القضائية والقضاء
أُسِّس القضاء المستقل الذي يشمل المحكمة العليا مع أعضاء معينين ومسؤولين من الجمعية الوطنية، بموجب استفتاء شعبي عام 1990 بشأن الحكم متعدد الأحزاب. حكمت المحكمة العليا ضد كل من الحكومة والرئيس، لكنها تخضع أحياناً للتلاعب. نظام المحكمة مثقل بالأعباء ونقص بالعمال وعدم كفاية التمويل، ويعاني من تأخيرات طويلة في قضايا الاستماع.
ينص القانون على الحق في محاكمة علنية عادلة وحق الاستئناف والحق في التمثيل القانوني والحق في الاستعانة بمحام تعينه الدولة، إذا كان المتهم معوزاً. يُفترض أن المتهمين أبرياء، ولهم الحق في مواجهة الشهود، وتقديم الأدلة نيابة عنهم. ومع ذلك، أدت عدم كفاية الموارد إلى عمليات احتجاز مطولة قبل المحاكمة وأعاقت التحقيقات إلى حد كبير في القضايا الجنائية.

### سلوك قوات الأمن
لم ترد أي تقارير تفيد بأن الحكومة أو عملائها ارتكبوا أعمال قتل تعسفية أو غير قانونية أو تعذيب أو حالات اختفاء بدوافع سياسية.

### ظروف السجن
في تقرير لوزارة الخارجية وصفت ظروف السجون في البلاد بأنها «قاسية، ولكنها لا تشكل تهديداً للحياة». يقال إن المنشآت مكتظة، والطعام غير كافٍ. واحتُجز بعض السجناء الذين ينتظرون المحاكمة مع سجناء مدانين.
تسمح الحكومة لمراقبي حقوق الإنسان بزيارة السجون.

## الفساد
الفساد الرسمي مشكلة خطيرة. لم تُستقصَ ساو تومي وبرينسيب من مؤشر مدركات الفساد لعام 2005 الصادر عن منظمة الشفافية الدولية.

### التمييز الاجتماعي
ينص القانون على المساواة بين جميع المواطنين بغض النظر عن الجنس أو العرق أو الأصل العرقي أو الميل السياسي أو العقيدة أو القناعة الفلسفية، وبينما تُطبق الحكومة هذه الأحكام بفعالية، تواجه المرأة تمييزاً في المعاملة. حدث عنف منزلي ضد المرأة، بما في ذلك الاغتصاب، لكن مدى المشكلة غير معروف. رغم أن المرأة لها الحق في اللجوء القانوني إلا أن الكثيرات كنّ ممانعات لرفع دعوى قانونية أو كنّ جاهلات بحقوقهن بموجب القانون. يمنع التقليد النساء من إظهار النزاعات المنزلية خارج الأسرة. 
يشترط القانون تمتع النساء والرجال بحقوق سياسية واقتصادية واجتماعية متساوية. في حين أن العديد من النساء يحصلن على فرص في التعليم والأعمال التجارية والحكومة، إلا أنه في الحياة العملية ما تزال النساء يواجهن تمييزاً اجتماعياً كبيراً.
لم يكن سوء معاملة الأطفال واسع الانتشار، ومع ذلك فإن إجراءات الحماية للأيتام والأطفال المشردين قليلة. وتشكل عمالة الأطفال أيضاً مشكلة.
لم ترد أي تقارير عن تهريب أشخاص من أو إلى البلد.

### حقوق العمال
حقوق التنظيم والإضراب والمساومة الجماعية مضمونة ومحترمة. يوجد عدد قليل من النقابات، لكن الجمعيات التعاونية المستقلة استفادت من برنامج توزيع الأراضي الحكومي لجذب العمال. بسبب دورها باعتبارها صاحب عمل رئيسي في قطاع الأجور، تظل الحكومة المُحاور الرئيسي للعمالة في جميع الأمور، بما في ذلك الأجور. ظروف العمل في العديد من مزارع الكاكاو المملوكة من قبل الدولة قاسية.

## الوضع التاريخي
يوضح الرسم البياني التالي تصنيفات ساو تومي وبرينسيب منذ عام 1975 في تقارير الجرية في العالم، التي تنشرها فريدم هاوس سنويا. تصنيف 1 يعني حرة و 7 ليست حرة.